# Liste der geschützten Landschaftsbestandteile in Weiden in der Oberpfalz
In Weiden in der Oberpfalz gab es im März 2024 insgesamt 11 ausgewiesene geschützte Landschaftsbestandteile.

## Geschützte Landschaftsbestandteile
| Gehölzbestände nördlich Neunkirchen            |    | LB-00576 / 27 | Weiden in der Oberpfalz, Neunkirchen bei Weiden | ⊙ | 4,47 | 25. Feb. 1987 |
| Gehölzbestände bei Mallersricht                | BW | LB-00574 / 28 | Weiden in der Oberpfalz                         | ⊙ | 2,37 | 25. Feb. 1987 |
| Hangwald südlich Latsch                        |    | LB-00577 / 29 | Weiden in der Oberpfalz, Neunkirchen bei Weiden | ⊙ | 1,49 | 25. Feb. 1987 |
| Gehölzbestand im Bachtal westlich Neunkirchen  |    | LB-00547 / 30 | Weiden in der Oberpfalz, Neunkirchen bei Weiden | ⊙ | 3,00 | 25. Feb. 1987 |
| Almesbachtal                                   | BW | LB-00579 / 31 | Weiden in der Oberpfalz                         | ⊙ | 4,89 | 25. Feb. 1987 |
| Nasswiese nördlich Neunkirchen                 | BW | LB-01679 / 32 | Weiden in der Oberpfalz, Neunkirchen bei Weiden | ⊙ | 0,35 | 20. Mai 1987  |
| Feuchtbiotop im Weidingbachtal                 | BW | LB-01680 / 33 | Weiden in der Oberpfalz                         | ⊙ | 0,77 | 20. Mai 1987  |
| Waldnaabschleife mit Gehölzsaum und Wiesen     | BW | LB-00624 / 35 | Weiden in der Oberpfalz                         | ⊙ | 1,27 | 20. Mai 1987  |
| Quellgebiet östlich Matzlesrieth               | BW | LB-00625 / 36 | Weiden in der Oberpfalz                         | ⊙ | 0,64 | 20. Mai 1987  |
| 2 Feuchtflächen im Waldnaabtal                 | BW | LB-00623 / 37 | Weiden in der Oberpfalz                         | ⊙ | 3,59 | 19. Juli 1988 |
| Erlenauwaldreste östlich Matzlesrieth          | BW | LB-00578 / 39 | Weiden in der Oberpfalz, Muglhof                | ⊙ | 2,27 | 19. Apr. 1989 |
| Legende für Geschützter Landschaftsbestandteil |    |               |                                                 |   |      |               |